# Pogonatum convolutum
Pogonatum convolutum är en bladmossart som beskrevs av Palisot de Beauvois 1805. Pogonatum convolutum ingår i släktet grävlingmossor, och familjen Polytrichaceae. Inga underarter finns listade i Catalogue of Life.